# Mario Borgiotti
Mario Borgiotti (Livorno, 22 agosto 1906 – Firenze, 19 dicembre 1977) è stato un pittore e collezionista d'arte italiano.

## Biografia
Studiò violino e conobbe a partire dal 1921 Ulvi Liegi, Gino Romiti, Umberto Vittorini e gli artisti del Gruppo Labronico. Si dedicò in particolar modo al commercio e al collezionismo di opere d'arte, tanto che organizzò nel 1925 una mostra di pittura contemporanea a Pisa con la presenza di un nutrito gruppo di pittori labronici e nel 1927 un'esposizione di opere dell'Ottocento e di pittura livornese.
Nel 1928 promosse a Lucca presso la Bottega d'Arte Calligani la mostra-vendita di opere macchiaiole, mentre nel 1930 organizzò a Viareggio un'altra mostra collettiva di pittori labronici e di artisti italiani dell'Ottocento.
Sempre nello stesso anno inizia il suo apprendistato di pittore con il maestro Giovanni March e dal 1934 la sua prima esposizione in collettiva alla VII Mostra Provinciale di Livorno.
Intensa la sua attività di ritrattista che vide immortalati nelle sue tele Pietro Mascagni, Giovanni Bartolena, Ulvi Liegi e Piero Vaccari.
Nel 1938 si trasferì a Firenze ed organizzò un'esposizione di pittura del Ottocento presso la Galleria Firenze.
Nel 1946 tenne una personale alla Galleria d'arte di Livorno.
Fece parte del Gruppo Labronico, di cui fu presidente per oltre un decennio, mentre nel 1953 fu fondatore, insieme a Nedo Luschi e Renzo Casali, del Premio Rotonda, Premio di pittura estemporanea alla Rotonda di Ardenza.
Nel 1955 si trasferì a Milano e proseguì la sua attività artistica nello studio del Palazzo Gallarati Scotti di via Manzoni.
A Livorno organizzò nel 1961 il Premio Spalletta, assieme a Renato Natali, Bruno Miniati e Aldo Santini.
Nel 1963 fu fra i curatori di una mostra di artisti macchiaioli al Centro Artistico "Il Grattacielo" di Livorno; l'esposizione venne portata a Montecatini Terme e da qui negli Stati Uniti.
Il Comune di Livorno gli ha dedicato un busto nel parco di Villa Fabbricotti.

## Esposizioni
Fra le esposizioni personali si ricordano in particolare quelle del 1955 a Firenze (presentata da Ardengo Soffici) e del 1959 a Milano (presentata da Orio Vergani). Mostre postume gli furono dedicate a Livorno nel 2011 e nel 2013.